# Komunalizm
Komunalizm – zjawisko społeczne polegające na wykorzystywaniu różnic religijnych i podtrzymywaniu antagonizmów między wspólnotami religijnymi dla osiągnięcia celów politycznych. Przede wszystkim dotyczy hindusów i muzułmanów w Azji Południowej.
Komunalizm indyjski, od czasu odzyskania niepodległości przez Indie, charakteryzuje się eskalacją nienawiści i przemocy.